# 董璋
董璋（？—932年6月10日），後梁將領，後歸附後唐，官至东川节度使后自立，与西川节度使孟知祥联合，后又攻打孟知祥，反而兵败被杀。

## 生平
幼時與高季興、孔循同為汴州商人李七郎僮僕，掃馬糞，朱溫收李七郎為養子，改名朱友讓。董璋有勇力，在朱全忠軍中作戰，以功升遷為列校。遣董璋攻擊裴约，攻克澤州，授澤州刺史。
后投降后唐。同光三年（925年），唐莊宗发起滅前蜀之战，董璋时任邠宁节度使，充右厢马步都虞候从征，灭蜀后庄宗命董璋為劍南東川節度使，孟知祥為劍南西川節度使。长兴（930年）正月，董璋于剑门（今四川剑阁东北）修筑七座营寨，五月寨成，又于剑门北（大剑山北三十里地的小剑山隘口）置永定关，屯兵据守，以阻后唐军入川。九月，董璋与孟知祥起兵反抗后唐，董璋率兵攻克阆州，烹杀戍守阆州的旧部姚洪，又杀李仁矩。后来唐明宗放弃讨伐两川，寻求和解，孟知祥也愿意和解，但在伐兩川之際，董璋子董光业全門遭誅殺，故董璋拒绝和解，与孟知祥反目成仇。董璋指责孟知祥背盟，并且企图离间他和赵廷隐等人的关系，然而孟知祥用人不疑，对诸将说道：“我们众志成城，必然大胜而归。”
長興三年四月，董璋率所部兵萬餘人襲擊孟知祥，攻入汉州（今四川广汉）。孟知祥接到汉州战报，说汉中守军和董璋大战赤水，汉中守军大败，守将被擒，接着又收到汉中失守的消息。孟知祥惊地是一撅而起，命令赵季良守成都，自己亲率八千前往汉州。走到了弥牟镇，遇到了赵廷隐，和他合兵一处，屯兵在镇北。第二天，见董璋自己带兵前来，孟让赵廷隐守住鸡踪桥（今四川广汉县北三十五里处），扼守要冲。又让张公铎列兵在后，自己亲自登高督战，董璋来到鸡踪桥，远远望见西川兵马雄壮，心生惧意，于是退兵到武侯庙之前，下马扎营休息。突然听见帐外士卒喧哗道：“现在烈日到头，让我们在烈日下暴晒作甚，为何不速速作战！”于是董璋上马挥兵前进，前锋部队刚刚交锋，东川前锋张守进就临阵倒戈，投降了西川，孟知祥问他东川军情，张守进劝孟知祥乘机猛攻，因为董璋的军队都在阵前。于是东西二川就开始大打出手，东川的军队也是士气正盛，夺下了鸡踪桥，这惹得赵廷隐性起，亲自带兵杀入阵中，三进三退始终无法抵挡住东川军队的攻势，于是后退。
孟知祥站在高处，见此情形，不禁捏了把冷汗，于是让养足精神的张公铎部上前接应，张公铎部于是冲入阵中，此时东川军虽然站在上风，但也是精疲力尽，哪里还能抵挡住这支生力军，见西川军队斜杀过来，立马乱了起来。赵廷隐部见东川军队乱了阵脚，也立马猛攻，东川军队溃败，西川抓住东川的军队守将八十余人。董璋捶胸顿足道：“精兵已经耗尽，我还有什么指望！”于是带领数骑逃走，剩下七千多人都投降了西川，东川之前捉到的西川守将也都逃了回来。孟知祥带兵穷追猛打，收了汉州城，然而士卒只顾哄抢董璋之前囤积的粮草军械，无心追击董璋，董璋得逃脱。只有赵廷隐带着亲兵亲自追击，追到了赤水，又收伏了东川军三千余人，孟知祥一边追，一边出榜安民，在赤水碰上了赵廷隐于是合兵一处，进兵梓州，董璋奔逃到了梓州城（今四川三台）中，前陵州刺史王暉问：“太尉全军出征，为什么回来的连十个人也没有？”董璋只是哭，无言以对。董璋到府正吃饭，王晖即与董璋从子牙内都虞侯董延浩率眾三百襲擊董璋，董璋引妻儿登城，其子董光嗣自杀。董璋到北门楼，呼喊指挥使潘稠调兵防御。潘稠反而带着十個兵丁登上城，斩董璋首级，将其及董光嗣首级给王晖，王晖举城迎降赵廷隐。赵廷隐入梓州，封府库以待孟知祥。李肇闻董璋败，也斩杀其使者告诉孟知祥。孟知祥率兵八千到梓州，行经新都，赵廷隐献董璋首级，傳首西川。
先前山南西道节度使王思同奏称董璋攻打孟知祥，枢密使范延光上言：“若两川并于一贼，抚众守险，则取之益难，宜及其交争，早图之。”于是明宗命王思同以兴元之兵密图进取。不久，朝廷得知董璋败死，明宗听范延光建议，遣孟知祥外甥供奉官李存瑰赐孟知祥诏：“董璋狐狼，自贻族灭。卿丘园亲戚皆保安全，所宜成家世之美名，守君臣之大节。”

## 家庭
1. 董光業，在洛陽被後唐明宗所殺。
2. 董光嗣，在董璋身邊，兵敗後自殺。

## 评价
毛泽东读薛居正等《旧五代史》卷六十二《董璋传》的批语说：“攻者败，守者胜，攻者愚，守者智。”

## 延伸阅读
[在维基数据编辑]
 《舊五代史/卷62》，出自薛居正《舊五代史》
 《新五代史·卷51》，出自歐陽修《新五代史》